# Andreas Banaski
Andreas Banaski (* 28. Oktober 1957 in Büchen; † 23. Juni 2021 ebenda) war ein deutscher Experimentalfilmer und einer der Pioniere des Popjournalismus der 1980er Jahre.

## Wirken

### Film und Musik
Anfang 1979 zog Andreas Banaski aus der Kleinstadt Büchen bei Ratzeburg nach Hamburg. Er arbeitete als Foto-Verkäufer bei Kaufhof und drehte, beeinflusst vom Punk, unter dem Pseudonym Kid P. zusammen mit seinem Freund Donald Fuck einige Super-8-Filme. Diese Filme mit grotesken Bild- und Toncollagen aus der deutschen Zeitgeschichte von 1933 bis 1979 waren bereits durch den humorvoll-provokanten Umgang mit den Themen geprägt, die die deutsche Öffentlichkeit bewegten. Vom Dritten Reich über Krimi-Straßenfeger bis hin zu Fußball-Länderspielen. Zusammen mit Donald Fuck und Johnny Ego bildete Banaski außerdem die Konzept-Band Sid & Su. Ihre drei „Anti-Singles“ bestanden aus einem zerbrochenen Stück Platte, einem abgerissenen Stück Kassettenband und diversen Beigaben. Sowohl in seinen Filmen als auch in seinen Texten prägte Banaski einen neuen, collagenhaften Stil – eine Art Sampling avant la lettre.

### Frühe Texte
Von Januar bis Juni 1979 brachte Banaski das Fanzine „Preiserhöhung“ heraus.  „Preiserhöhung“ war wie Banaskis erstes, ein Jahr vorher erschienenes Fanzine „Stunning Cunt“ noch ein Punk-Fanzine. Zu erkennen war hier bereits der später von ihm und Diedrich Diederichsen gemeinsam betriebene Diskurs-Pop; etwa in den Artikeln über die Band Blondie. Auch Stilelemente von Banaskis späterem Wirken finden sich bereits in „Preiserhöhung“, darunter die Gegenüberstellung und Reihung von Zitaten sowie die Verwendung der Sprache von Bild-Zeitung und Bravo als Mittel zur Dekontextualisierung. Beeinflusst wurde Banaskis Entwicklung als Autor u. a. durch den polemisch zugespitzten Schreibstil des damals für den NME schreibenden Engländers Tony Parsons, von Nik Cohn und von Julie Burchill.

### Sounds
Nach wiederholt abgedruckten Leserbriefen an die Sounds (erstmals im Juni-Heft 1980) und einer im Oktober-Heft 1980 von Kid P. zusammen mit Alfred Hilsberg verfassten Seite mit Singles-Kritiken holte Diedrich Diederichsen Banaski als festen freien Autor in die Sounds-Redaktion, wo er im März-Heft 1981 erstmals Singles rezensieren durfte. Banaski kaufte sich einen der damals noch wenig verbreiteten Videorecorder und vergrößerte seinen Filmzitatschatz durch vor allem aus dem Nachtprogramm der dritten Fernsehsender aufgenommene Hollywood-Klassiker. Auch im Nachtleben hinterließ Kid P. durch seine Narkolepsie, die ihn selbst in sehr lauten Diskotheken im Stehen einschlafen ließ, und durch den stets mitgeführten Regenschirm im Stil von John Steed aus der klassischen „Avengers“-Fernsehserie Eindrücke.
In Sounds etabliert, verabschiedete sich Banaski endgültig vom Punkrock. Ab Herbst 1981 wurde ihm zunehmend mehr Platz für Singles- und LP-Rezensionen eingeräumt, und im Januar-Heft 1982 erschien sein erster großer Artikel „Neues und Böses über Düsseldorf“, eine Abrechnung mit NDW-Bands wie Nichts oder dem KFC sowie bestimmten Protagonisten aus der westdeutschen Neue-Welle-Szene. Kid P. begann nun auch Bücher und Filme zu besprechen und würdigte im Verlauf des legendären „Popsommer“-Jahres 1982 Motown-Klassiker (Ende 1981 waren erstmals viele 1960er Jahre-Original-Alben wiederveröffentlicht worden), den Pop der 1960er und seine 1981/82er Reinkarnationen in Form von Gruppen wie Soft Cell, ABC, The Human League, den Veröffentlichungen des Compact-Labels von Tot Taylor oder den Dexys Midnight Runners. Dem Macho-Habitus des 70er-Rock stellte Banaski eine Verehrung des Mädchenhaften entgegen, außerdem nutzte er all das, was die linksalternativen Hippies der 1970er Jahre mit einem Tabu belegt hatten: BILD, Bravo, hitparadentauglichen Pop, Konsum, Fußball-Fan-Wesen und die Kulturgeschichte des deutschen Kleinbürgertums von Hitler bis hin zur klassisch-konservativen Ästhetik von Alfred-Hitchcock- und Edgar-Wallace-Filmen.
Im Gegensatz zum Mystizismus Diederichsens setzte Banaski auf Klarheit des politischen Denkens. Zudem ließ sich seine offen zur Schau getragene Liebe zur Sowjetunion gut als Provokationsinstrument nutzen. Kid P.s Rezensionen waren entweder klare Liebeserklärungen und Kaufempfehlungen oder spöttische Verrisse. Vor allem die früher auch in Sounds gehätschelten neuen deutschen Bands verriss er, etwa in seiner Städteserie mit ernüchternden Reportagen über die Punk- und New-Wave-Szene in Hamburg, Düsseldorf und Berlin. Der Berlin-Artikel gipfelte in dem Vorschlag, Westberlin mitsamt „Punks, Fixern, Türken, Sex Shops, Ideal, Hausbesetzern, Hunden, Dreck, Rentnern, Künstlern und ähnlichen Berlinern“ an die DDR zu verschenken. Auf der anderen Seite seines apodiktischen Weltentwurfs standen unter anderem ABC, deren Gabe, „verschwenderische, große Gefühle, die das Herz durchbohren“ zu produzieren, nach Kid P.’s Meinung zur Verbesserung der Menschheit führe.
Kid P. machte auch sein eigenes Lieben und Leiden zum Thema seines Schreibens.  Vor allem im letzten Heft vom Januar 1983 (bevor Sounds eingestellt wurde) dreht sich in Hollywood-Dramatik alles – jede Plattenkritik und jeder Konzertbericht – um seine Liebe zur Redaktionsassistentin Tina Hohl, mit der er von 1989 bis 1996 das Redaktionsarchiv der Zeitschrift Tempo leitete. Bei ihrer Arbeit werteten sie u. a. die Magazine NME und Rolling Stone aus. Als Tempo 1996 eingestellt wurde, übernahmen sie das Popkultur-Archiv.
Banaski lebte viele Jahre in Hamburg und verbrachte die letzten Jahre seines Lebens in einem Pflegeheim in Büchen, wo er im Juni 2021 verstarb.

## Werke

### Texte (Auswahl)
- „Die Neue Deutsche Welle. Ihr Entstehen und Versagen. Ihre Sternchen und ihr Erscheinen in den Medien“. In: Diederichsen, Diedrich (Hrsg.): Staccato. Musik und Leben. Kübler-Verlag 1982, S. 9–55. ISBN 3921265290
- „Neues und Böses über Düsseldorf“ (Sounds 1/1982, S. 14–15)
- „Silvester-Frust“ (Sounds 2/1982, S. 8)
- „Die Wahrheit über Hamburg!“ (Sounds 5/1982, S. 26–30)
- „Kid P. war in Berlin!“ (Sounds 6/1982, S. 22–26)
- „Ball of Confusion“ (Sounds 8/1982, S. 36–38)
- „Das kleine ABC des Lebens, Teil 1“ (Sounds 9/1982, S. 36–39)
- „Cupid Cupid? Stupid! Stupid!“ (Sounds 1/1983, S. 34–37)
- „In aller Demut. Van Morrison“ (Spex 12/1988, S. 46–47)

### Posthume Textsammlung
- Erika Thomalla (Hg.): Die Wahrheit über Kid P. Wie ein Hamburger Punk den deutschen Pop-Journalismus erfand. Ausgewählt Text von Andreas Banaski. Mit einem Vorwort von Diedrich Diederichsen, Junius-Verlag, Hamburg 2025.

### Filme
- 1979: Die Wahrheit über das Sex Pistolen Phantom
- 1979: Alte Kameraden – Kid P.’s Hommage an den erfolgreichsten Fußballtrainer der Welt. Donald Fuck zeigt die größten Stationen im Leben des Fußballtrainers und Menschen Helmut Schön.
- 1979/80: Sieg des Glaubens – Kid P. bringt Licht in eines der dunkelsten Kapitel der Nachkriegsgeschichte: er beweist, wie der russische Linienrichter die deutsche Nationalelf 1966 um den Sieg in der Fußball-WM brachte. Eine späte, aber nicht zu späte Verneigung vor dem wahren Weltmeister von 1966
- 1980: Triumph des Willens – Die Geschichte des aussichtslosen Kampfes von Kommissar Keller und Lieutenant Kojak, der in der Maske von Telly Savalas vor einem Supermarkt Werbung für das Waschmittel Mustang macht.

### Musik und Kunst
- „Melodien zum Träumen“
- „Der Gute, der Schlechte und der Häßliche“
- „Rhythmus hinter Gittern“